# Contrebande au Caire
Pour plus de détails, voir Fiche technique et Distribution.
Contrebande au Caire (Tip on a Dead Jockey) est un film américain de Richard Thorpe, sorti en 1957.

## Synopsis
Un mois après avoir été démobilisé de l'US Air Force où il avait servi pendant la guerre de Corée, Lloyd Tredman, un pilote, est à Madrid d'où il envoie une lettre à sa femme Phyllis pour demander le divorce. Il passe son temps à jouer et à boire avec un certain Toto del Oro, qui habite dans la même pension de famille que lui. Un jour un dénommé Smith lui propose de faire pour lui de la contrebande de devises entre Le Caire et Madrid. Quand Lloyd finalement rejette la proposition, son ami Jimmy offre ses services, en insinuant que Lloyd a trop peur pour l'accepter. Phyllis, qui est venue à Madrid pour comprendre ce qui se passe, essaie de convaincre Lloyd en lui rappelant les moments où ils étaient heureux ensemble, mais Jimmy arrive pour leur dire au-revoir. Se sentant coupable d'être incapable de stopper son ami, Lloyd quitte l'appartement. Quand Jimmy est en retard pour son vol de retour, Paquita, la femme de Jimmy, est horrifiée d'apprendre qu'il s'agissait de contrebande et rend Lloyd responsable de la disparition de son mari. Lorsque Lloyd retourne à la villa, Phyllis le traite de couard qui a peur des responsabilités. Jimmy réapparaît finalement en disant qu'il n'avait fait qu'un test de vol pour Smith. Incapable d'empêcher Jimmy de repartir par des arguments normaux, Lloyd l'assomme et part pour effectuer la mission. Le lendemain matin, Lloyd arrive sur le tarmac, accompagné du loyal Toto, il est un moment paralysé par sa peur de voler à nouveau mais il reprend confiance et ils décollent. Lorsqu'ils réceptionnent le colis à transporter, l'hélice est abîmée et la réparation prend plusieurs heures. Ce retard attire l'attention des tours de contrôle et, quand ils arrivent à Catane en Sicile pour reprendre du carburant, deux officiels remarquent des irrégularités dans leur plan de vol et leur demandent d'attendre pour repartir. Lloyd and Toto arrivent à décoller et à s'échapper, mais Lloyd explique à Toto qu'Interpol va être prévenu et qu'ils seront arrêtés dès l'atterrissage. Comme ils n'ont pas assez de carburant pour rejoindre l'Espagne, Lloyd décide d'atterrir à Ajaccio pour faire le plein. Des officiels s'approchent de l'avion, ce qui les oblige à décoller. Lloyd arrive à atterrir dans un champ mais, lorsqu'il cherche à cacher l'argent dans la carlingue, il découvre qu'il transporte aussi de la drogue. Lloyd et Toto repartent mais cette fois-ci Lloyd prévient par radio la police de Madrid qui va pouvoir arrêter les contrebandiers sur le lieu de largage. Du fait de son aide, Lloyd n'est pas poursuivi et retourne à la villa où il retrouve Phyllis. 

## Fiche technique
- Titre original : Tip on a Dead Jockey
- Titre français : Contrebande au Caire
- Réalisation : Richard Thorpe
- Scénario : Charles Lederer, d'après la nouvelle "Tip on a Dead Jockey" d'Irwin Shaw
- Direction artistique : William A. Horning, Hans Peters
- Décors : Edwin B. Willis, Keogh Gleason
- Costumes : Helen Rose
- Photographie : George J. Folsey
- Son : Wesley C. Miller
- Montage : Ben Lewis
- Musique : Miklós Rózsa
- Directeur de production : Al Shenberg
- Production : Edwin H. Knopf
- Société de production : Metro-Goldwyn-Mayer
- Société de distribution : Loew's Inc.
- Pays d'origine :  États-Unis
- Langue originale : anglais
- Format : Noir et Blanc — 35 mm — 2,35:1 — Son Stéréo (Westrex Recording System)
- Durée : 98 minutes
- Dates de sortie : 
  - États-Unis : 6 septembre 1957
  - France : 10 octobre 1958

## Distribution
- Robert Taylor : Lloyd Tredman
- Dorothy Malone : Phyllis Tredman
- Marcel Dalio : Toto del Aro
- Martin Gabel : Bert Smith
- Gia Scala : Paquita Heldon
- Jack Lord : Jimmy Heldon
- Hayden Rorke : J.R. Nichols
- Joyce Jameson : Sue Fan Finley

Acteurs non crédités
- Joe Abdullah : Fonctionnaire
- Peter Adams : Tony Wilson
- Salvador Baguez : Capitaine Manello
- Peter Camlin : Fonctionnaire français
- Albert Carrier : Fonctionnaire français
- Lilyan Chauvin : Dolores
- Sonny Chorre : Chauffeur
- Franco Corsaro : Fonctionnaire
- Lucille Curtis : Secrétaire
- Albert de Russo : Fonctionnaire italien
- Valentin de Vargas : Fonctionnaire espagnol
- Joe Dominguez : Serveur
- Henry A. Escalante : Contrôle de Madrid
- Abel Franco : Préposé
- Naji Gabbay : Pilote
- Jacques Gallo : Mécanicien français
- Martin Garralaga : Pietro
- Jo Gilbert : Script Girl
- John Goddard : Assistant du directeur
- Wilton Graff : John Rusk, le père de Phyllis
- La Chunga : Elle-même, danseuse de flamenco
- Frank Leyva : fonctionnaire
- Manuel Lopez : Policier
- Edward Manouk : Pilote
- Jimmy Murphy : Alfredo Soriano
- Frank Nechero : Fonctionnaire italien
- Manuel París : Fonctionnaire espagnol
- Francis Ravel : Mécanicien français
- Carlos Rivero : Chef d'équipage
- Tony Roux : Vendeur
- Ernest Sarracino : Emelio Berres
- Felipe Turich : Docteur
- Mel Welles : El Fuad
- Frank Wilcox : Shields, le directeur
- Trude Wyler : Juanita Perez

## Chanson du film
- You Found Me and I Found You : paroles et musique de Jerome Kern et Pelham Grenville Wodehouse